# Lockwood (Virginia Occidental)
Lockwood es una comunidad desincorporada en el condado de Nicholas de Virginia Occidental en los Estados Unidos. EL poblado se encuentra junto al arroyo Otter y la autopista 39 de Virginia Occidental.
La comunidad recibe su nombre en honor de Belva Ann Lockwood, candidata presidencial y pionera feminista.
La oficina postal se creó en 1893.